# Lac Montjoie (Laurentides)
Pour les articles homonymes, voir Montjoie.
Le lac Monjoie est un plan d'eau douce du territoire non organisé du Lac-Ernest, dans la municipalité régionale de comté (MRC) Antoine-Labelle, dans la région administrative des Laurentides, au Québec, au Canada.
Le lac Montjoie est situé en milieu forestier et montagneux dans la Réserve faunique de Papineau-Labelle. La surface du lac est généralement gelée de la mi-novembre à la fin avril ; néanmoins, la période de circulation sécuritaire sur la glace est habituellement de la mi-décembre à la fin mars.

## Géographie
Le lac Montjoie est situé à 1,0 km au sud-ouest du Petit lac Nominingue, à 1,5 km au sud-ouest du Grand lac Nominingue et à 7,5 km au nord du lac Gagnon (Papineau) et 27,2 km au nord du lac Simon (Papineau).
Le lac Mongjoie comporte plusieurs baies : baie Paenaud (à l'est), baie Fine (à l'est), baie de l'Ours (au sud) et baie des Pools.
Le lac Montjoie est alimenté par :
- côté nord : la décharge du lac Marceau, lequel reçoit les eaux de la décharge du lac Primeau et Clément, ainsi que la décharge de deux petits lacs ;
- côté est : la décharge du lac de l'Aéroplane, du lac Weekend et du lac Argoub ;
- côté est : la décharge du lac du Sachem ;
- côté est : la décharge du lac du Ventis ;
- côté ouest : la décharge du lac Alos, du lac Écly et un lac sans nom ;
- côté ouest : le ruisseau des Sept Frères qui draine le lac des Sept Frères, le lac Joinville et le ruisseau Noir.

Les sommets de montagne autour du lac Montjoie s'élevent à 382 m (à une distance de 1,0 km à l'est du lac Montjoie), 334 m (à une distance de 0,6 km à l'est de la rive-est du lac), 351 m (à une distance de 0,5 km au sud de la baie Saint-Denis, 399 m (à une distance de 1,0 km au sud-est du lac, près de la longue baie du sud), 395 m (à une distance de 0,5 km de la pointe sud du lac, au sud-ouest), 397 m (à une distance 0,8 km du côté ouest du lac), 390 m (à une distance de 0,6 km du lac à l'ouest) et 474 km (à une distance de 1,6 km à l'ouest du lac).

## Toponymie
Le toponyme "lac Montjoie" a été officialisé le 5 décembre 1968 à la Banque des noms de lieux de la Commission de toponymie du Québec. Mais selon la Commission de toponymie du Québec, l'origine du nom du lac est inconnue. Cependant le terme Montjoie semble provenir de la tradition linguistique française où il a eu plusieurs significations. Il a notamment été utilisé pour désigner un monticule servant d'observatoire près d'une ville et a servi de cris de guerre aux chevaliers français durant le Moyen-Âge.